# Isabelle Heullant-Donat
Pour les articles homonymes, voir Donat.
Isabelle Heullant-Donat est une historienne et universitaire française, spécialiste du Moyen Âge et de l'histoire religieuse.

## Biographie
Isabelle Heullant-Donat (née Donat) est élève de l'École normale supérieure de Fontenay-Saint-Cloud de 1984 à 1988. Elle est agrégée d’histoire en 1987. De 1991 à 1994, elle est membre de l’École française de Rome, section Moyen Âge.
Elle soutient une thèse de doctorat en histoire en 1994 à l'Université Paris X-Nanterre, intitulée "Ab origine mundi" : fra Elemosina et Paolino da Venezia : deux franciscains italiens et l'histoire universelle au XIVe siècle, sous la direction d'André Vauchez.
La même année, elle est nommée maître de conférences en histoire du Moyen Âge, à Paris X. En 2006, elle est habilitée à diriger des recherches à l'Université Lyon 2 en présentant un dossier intitulé Histoire et mémoire à la fin du Moyen Âge. Lectures de sources franciscaines et histoire culturelle de l’Italie (XIIIe-XIVe siècles), avec un mémoire inédit : Missions impossibles. Essai sur les franciscains et leurs martyrs (XIIIe-XIVe siècle).
En 2007, elle est élue professeur d’histoire du Moyen Âge à l’Université de Reims Champagne-Ardennes (URCA). Au sein de cette université, elle dirige le Centre d’Étude et de Recherche en Histoire Culturelle (CERHiC) – EA 2616 de l’Université de Reims ; responsable des thématiques « Normes et pratiques religieuses » et « La Fabrique de la norme : les bibliothèques ». Depuis 2009, elle codirige, avec Julie Claustre (Université Paris 1 Panthéon Sorbonne), Elisabeth Lusset (CNRS) et Falk Bretschneider (EHESS) le programme de recherche Enfermements. Histoire comparée des enfermements monastiques et carcéraux (www.enfermements.fr).
Isabelle Heullant-Donat est ou a été membre de plusieurs jurys : membre du jury du concours d'entrée de l’École nationale des chartes (section B), membre du jury principal du concours de l’Institut national du Patrimoine (2009-2011), présidente du jury de l’agrégation d’histoire (de 2018 à 2021), membre du jury du Prix du Sénat du Livre d'Histoire.
Elle exerce ou a exercé diverses fonctions éditoriales : directrice de collection Clefs concours Histoire médiévale, Éditions Atlande, Paris (1999-2009), membre du comité de rédaction de la revue Études franciscaines, membre du comité de direction de la revue Le Moyen Âge. Revue de philologie et d’Histoire, membre du comité de lecture de la Revue Mabillon, membre du conseil scientifique de la Revue internationale d’éducation, Sèvres, correspondante de la revue L’Histoire. Elle écrit aussi bien des ouvrages scientifiques que d'autres grand public. Il en est de même des articles : elle publie dans des revues scientifiques mais s'exprime autant à la radio que dans des quotidiens.

## Publications
- Cultures italiennes (XIIe-XVe siècle), sous la direction d’Isabelle Heullant-Donat, Paris, Les Éditions du Cerf (Initiations au Moyen Âge), 2000, 394 p.[9],[10]
- Enfermements. Le cloître et la prison (VIe-XVIIIe siècle) (co-auteurs Julie Claustre, Élisabeth Lusset), Paris, Publications de la Sorbonne, 2011 [+ introduction : « Claustrum et carcer. Pour une histoire comparée des enfermements », p. 15-35], actes du colloque international… Troyes, Bar-sur-Aube, Clairvaux, 22-24 octobre 2009 / organisé par le Centre d'études et de recherche en histoire culturelle, CERHiC et l'association Renaissance de l'abbaye de Clairvaux [lire en ligne][11]
- Enfermements II. Règles et dérèglements en milieu clos (IVe-XIXe siècle) (co-auteurs Julie Claustre, Elisabeth Lusset, Falk Bretschneider), 29 octobre 2015, Publications de la Sorbonne Collection Homme et société, 460 p.
- Enfermements III, Le genre enfermé - Hommes et femmes en milieux clos (XIIIe-XXe siècle) (co-auteurs Julie Claustre, Elisabeth Lusset, Falk Bretschneider), 16 février 2017, Éditions de la Sorbonne.
- Webdocumentaire Le cloître et la prison. Les espaces de l'enfermement (co-auteurs Julie Claustre, Élisabeth Lusset, Falk Bretschneider), septembre 2018[12],[13],[14],[15]
- L'Italie au Moyen Âge - Ve à XVe siècle (co-auteur Jean-Pierre Delumeau), Paris, 2000, Hachette Supérieur.
- Éducation et cultures, Occident chrétien XIIe-mi XVe siècle (dir.), Paris, 1999, Atlande[16].
- Deux autres Jeanne…, Une histoire pour un royaume (XIIe-XVe siècle), Actes du colloque Corpus Regni organisé en hommage à Colette Beaune, 20-22 septembre 2007, Paris, Perrin, 2010, p. 310-332 et 544-548 (en collaboration avec F. Collard).
- Les villes d'Italie mi XIIe-mi XIVe siècles (avec H. Bresc, P. Chastang, M. Nicoud…), Neuilly, 2005, Atlande, 2005, 635 p.
- L'exploration du monde, Une autre histoire des grandes découvertes (directeur d’ouvrage : Romain Bertrand, coordinateurs : Guillaume Calafat, Hélène Blais et Isabelle Heullant-Donat), L'Univers historique, Seuil, 2019, 528 p.[17]
- L'autre histoire des Grandes découvertes, Le Seuil, Romain Bertrand, Hélène Blais, Guillaume Calafat et Isabelle Heullant-Donat[18]

## Radio
* Ce que Clairvaux peut encore nous dire, Concordance des temps, France Culture, 21 septembre 2021

## Distinctions
- Chevalier de l'ordre des Palmes académiques (2006)